# Adetus inaequalis
Adetus inaequalis là một loài bọ cánh cứng trong họ Cerambycidae.